# Lop Buri (Provinz)
Lop Buri (Thai: ลพบุรี oder auch Lopburi) ist eine Provinz (Changwat) in der Zentralregion von Thailand. Die Hauptstadt der Provinz heißt ebenfalls Lop Buri.

## Geographie
Die Provinz liegt im Osten der Ebene des Mae Nam Chao Phraya (Chao-Phraya-Fluss).
| Benachbarte Provinzen: | Benachbarte Provinzen:                |
| ---------------------- | ------------------------------------- |
| Norden                 | Phetchabun                            |
| Osten                  | Chaiyaphum und Nakhon Ratchasima      |
| Süden                  | Saraburi und Ayutthaya                |
| Westen                 | Ang Thong, Sing Buri und Nakhon Sawan |

### Wichtige Flüsse
- Mae Nam Lop Buri

### Klima
Das Klima ist tropisch–monsunal. 2009 gab es 113 Regentage mit einer jährlichen Niederschlagsmenge von 1206,3 mm.

## Wirtschaft und Bedeutung
Die Bevölkerung lebt von der ertragreichen Landwirtschaft am Mae Nam Chao Phraya.
Hauptprodukte sind neben dem Reis (2009: 468.251 Tonnen) auch Mais, Obst und Baumwolle. 
Etwa 64,1 % der Fläche der Provinz sind landwirtschaftliche Nutzfläche und 17,7 % bestehen aus Wald.
Daneben nimmt der Tourismus eine bedeutende Stellung im lokalen Erwerbsleben ein. Das „Gross Provincial Product“ (Bruttoinlandsprodukt) der Provinz betrug 2008 74.966 Millionen Baht. Das durchschnittliche Einkommen lag 2008 bei 16.852 Baht pro Monat.

## Verkehr

### Straßen
Die Provinz Lop Buri wird von folgenden Fernstraßen erschlossen:
- Thailand Route 1
- Thailand Route 21
- Thailand Route 205

## Geschichte

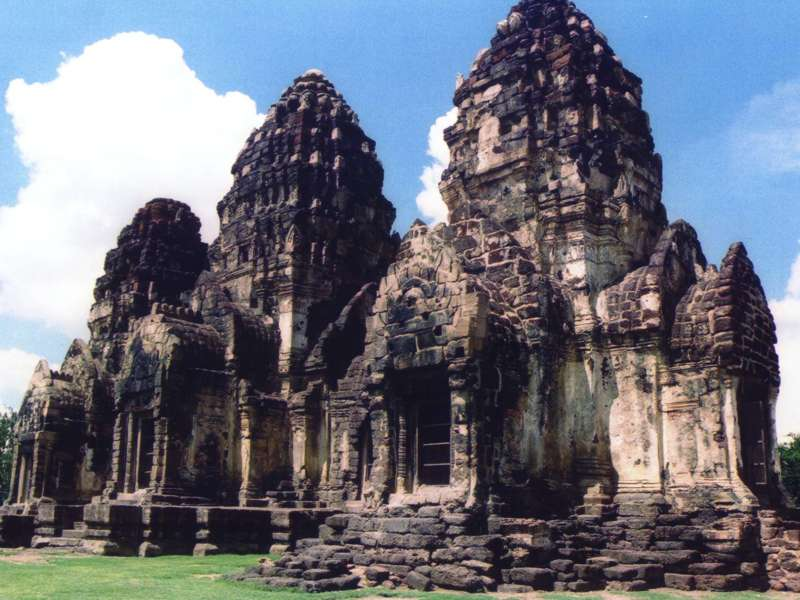
Prang Sam Yot, Tempel aus der Khmer-Zeit

Vorgeschichtliche Funde zeigen, dass die Gegend des Khao-Wong-Prachan-Tales bereits um 2300 v. Chr. von Ackerbauern bewohnt war. Einige der wichtigsten Fundplätze liegen bei Non Pa Wai, Non Mak La (1994 untersucht) und bei Ban Tha Kae (1980).
Die historische Geschichte der Provinz reicht mindestens bis ins 5. Jahrhundert zurück, als die Provinzhauptstadt mit dem Namen Lavo gegründet wurde, und die Stadt war seit dem 7. Jahrhundert ein bedeutendes religiöses und politisches Zentrum. Die Gegend gehörte in den Einflussbereich des Dvaravati-Reiches der Mon, deren Kunststil man auch hier auch zu einem eigenen so genannten Lop-Buri-Stil weiterentwickelte.

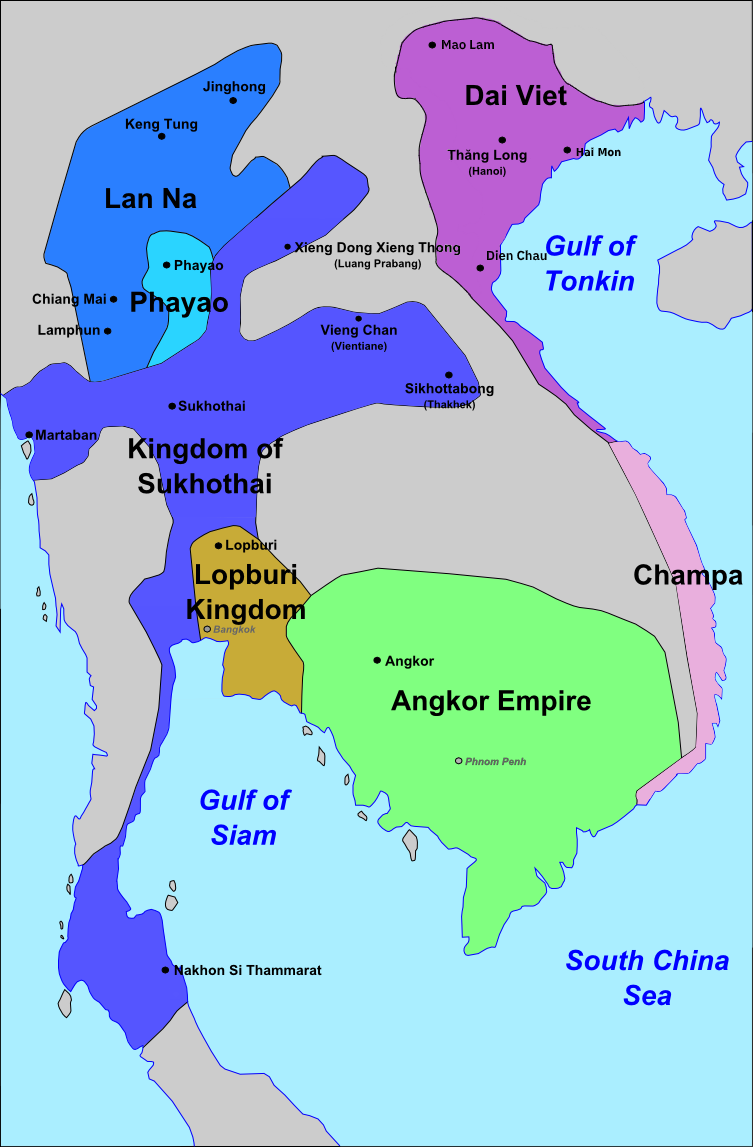
Einflusszonen in Südostasien Ende des 13. Jahrhunderts, mit dem Königreich Lavo (Lop Buri) in der Bildmitte

Seit dem 11. Jahrhundert wurde die Gegend von den Khmer beherrscht, die hier beeindruckende Bauwerke hinterließen. Lop Buri bildete das Zentrum der Khmer in Zentral-Thailand, und hier residierte auch deren Vizekönig. Wahrscheinlich begannen schon früh nach der Übernahme durch die Khmer Unabhängigkeitsbestrebungen, denn man sandte zwei Gesandtschaften in das Kaiserreich China (1001 und 1015). Lop Buri war gegenüber den Khmer tributpflichtig und musste alle drei Jahre Wasser aus einem heiligen See nach Angkor liefern, wo die Khmer-Könige heilige Zeremonien abhielten, die ihr Gott-Königtum festigen sollten. Ende des 13. Jahrhunderts übernahm das Thai-Königreich Sukhothai die Oberhoheit, doch blieb Lop Buri relativ selbständig.
Die Vorfahren des Gründers von Ayutthaya, Prinz U Thong, sollen aus Lop Buri stammen. Ab etwa 1360 ging die Oberhoheit an Ayutthaya über.
König Narai (1656–1688) ließ hier gemeinsam mit seinem aus Griechenland stammenden Premierminister Constantine Phaulkon seinen Palast aus Stein errichten, einer der ersten Steinbauten in Thailand. Damit wurde Lop Buri zu einer zweiten Hauptstadt des Reiches Ayutthaya. Den Beschreibungen europäischer Reisender, so die des Gesandten Königs Ludwigs XIV., zufolge muss Lop Buri seinerzeit eine prunkvolle Stadt gewesen sein.
Unter seinen Nachfolgern wurden die Gebäude allerdings nicht weiter genutzt und zerfielen. Erst König Mongkut (Rama IV.) holte Teile der Anlagen aus dem Dschungel zurück und ließ sie wieder herrichten.

## Sehenswürdigkeiten

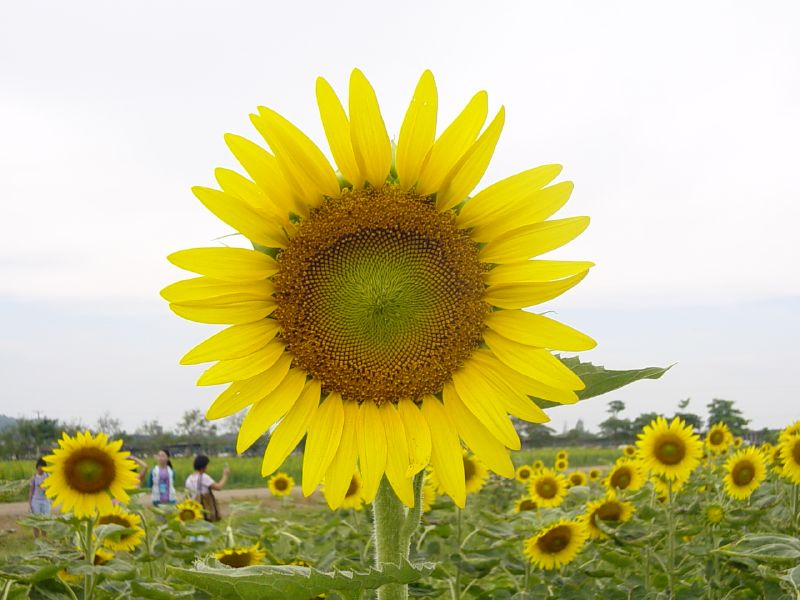
Sonnenblumenfeld nahe Lop Buri

- Narai Ratchaniwet (Palast von König Narai) – nach dem Tod von König Narai (1688) verfallen, wurde unter König Mongkut (Rama IV.) Mitte des 19. Jahrhunderts wieder aufgebaut.
- Wat Phra Si Rattana Mahathat – ein ganzer Komplex an buddhistischen Tempelbauten, die aus zwei verschiedenen Epochen stammen: neben Prangs aus der Zeit der Khmer gibt es Chedi aus der Ayutthaya-Periode
- Nationalmuseum – benannt nach König Narai und eines der 32 Nationalmuseen Thailands; es befindet sich im Palast von König Narai und enthält eine prachtvolle Sammlung von Buddha-Statuen sowie Kunstschätzen aus der Dvaravati-, Khmer- und Ayutthaya-Zeit.
- Ban Wichayen – Sommersitz des griechischen Abenteurers Konstantin Falcon, der unter König Narai zum Chefminister aufgestiegen war.
- Sonnenblumen – etwa 45 km östlich der Provinzhauptstadt Lop Buri liegt im Amphoe Phatthana Nikhom Thailands größte Sonnenblumen-Plantage. In der Blütezeit von November bis Januar kommen viele Touristen hierher, um das farbenprächtige Spektakel zu sehen.

## Symbole
Das Siegel der Provinz Lop Buri zeigt den König Narai vor dem Khmer-Tempel Phra Prang Sam Yot. Der lokale Baum und die lokale Blume ist der Mimusops elengi (Bullet Wood).
Der Wahlspruch der Provinz Lop Buri lautet:
„Hier liegt der Palast von Narai, dem Großen,
Phra Kan, der Stadtschrein wird stets gepriesen,
Das Land von Prang Sam Yot, uralten historischen Schreinen,
Die Provinz der weißen Pulvermine Din Saw Phong,
Und die goldene Hauptstadt unter König Narai.“

## Verwaltungseinheiten

### Provinzverwaltung
Die Provinz Lop Buri ist unterteilt in elf Amphoe (‚Bezirke‘ oder ‚Landkreise‘), 124 Tambon (‚Unterbezirke‘ oder ‚Gemeinden‘) und 1110 Muban (‚Dorfgemeinschaften‘).
| \| Nr. \| Amphoe (Kreise) \| Thai \| \| --- \| ----------------------- \| ------------- \| \| 01 \| Amphoe Mueang Lop Buri \| อำเภอเมืองลพบุรี \| \| 02 \| Amphoe Phatthana Nikhom \| อำเภอพัฒนานิคม \| \| 03 \| Amphoe Khok Samrong \| อำเภอโคกสำโรง \| \| 04 \| Amphoe Chai Badan \| อำเภอชัยบาดาล \| \| 05 \| Amphoe Tha Wung \| อำเภอท่าวุ้ง \| \| 06 \| Amphoe Ban Mi \| อำเภอบ้านหมี่ \| \| 07 \| Amphoe Tha Luang \| อำเภอท่าหลวง \| \| 08 \| Amphoe Sa Bot \| อำเภอสระโบสถ์ \| \| 09 \| Amphoe Khok Charoen \| อำเภอโคกเจริญ \| \| 10 \| Amphoe Lam Sonthi \| อำเภอลำสนธิ \| \| 11 \| Amphoe Nong Muang \| อำเภอหนองม่วง \| |                         |               |
| Nr. | Amphoe (Kreise)         | Thai          |
| 01 | Amphoe Mueang Lop Buri  | อำเภอเมืองลพบุรี |
| 02 | Amphoe Phatthana Nikhom | อำเภอพัฒนานิคม  |
| 03 | Amphoe Khok Samrong     | อำเภอโคกสำโรง |
| 04 | Amphoe Chai Badan       | อำเภอชัยบาดาล  |
| 05 | Amphoe Tha Wung         | อำเภอท่าวุ้ง     |
| 06 | Amphoe Ban Mi           | อำเภอบ้านหมี่    |
| 07 | Amphoe Tha Luang        | อำเภอท่าหลวง   |
| 08 | Amphoe Sa Bot           | อำเภอสระโบสถ์  |
| 09 | Amphoe Khok Charoen     | อำเภอโคกเจริญ  |
| 10 | Amphoe Lam Sonthi       | อำเภอลำสนธิ    |
| 11 | Amphoe Nong Muang       | อำเภอหนองม่วง  |

### Lokalverwaltung
Für das ganze Gebiet der Provinz besteht eine Provinz-Verwaltungsorganisation (องค์การบริหารส่วนจังหวัด, kurz อบจ., Ongkan Borihan suan Changwat; englisch Provincial Administrative Organization, PAO).
In der Provinz Lop Buri gibt es drei Städte (เทศบาลเมือง – Thesaban Mueang): Lop Buri (เทศบาลเมืองลพบุรี), Ban Mi (เทศบาลเมืองบ้านหมี่) und Khao Sam Yot (เทศบาลเมืองเขาสามยอด).
Daneben gibt es 13 Kleinstädte (เทศบาลตำบล – Thesaban Tambon).